# Abraham Lincoln vs Zombies
Abraham Lincoln vs. Zombies é un film del 2012 diretto da Richard Schenkman. 
È un mockbuster statunitense del film La leggenda del cacciatore di vampiri.

## Trama
Mentre Abraham Lincoln si sta preparando per un discorso, scopre che una minaccia del suo passato è tornata, minacciando insieme ai zombies di fare a pezzi la nazione.